# Lodewijk-Jozef Delebecque
Lodewijk-Jozef Delebecque  (* 7. Dezember 1798 in Ieper (Belgien); † 2. Oktober 1864 in Gent) war römisch-katholischer Bischof von Gent.

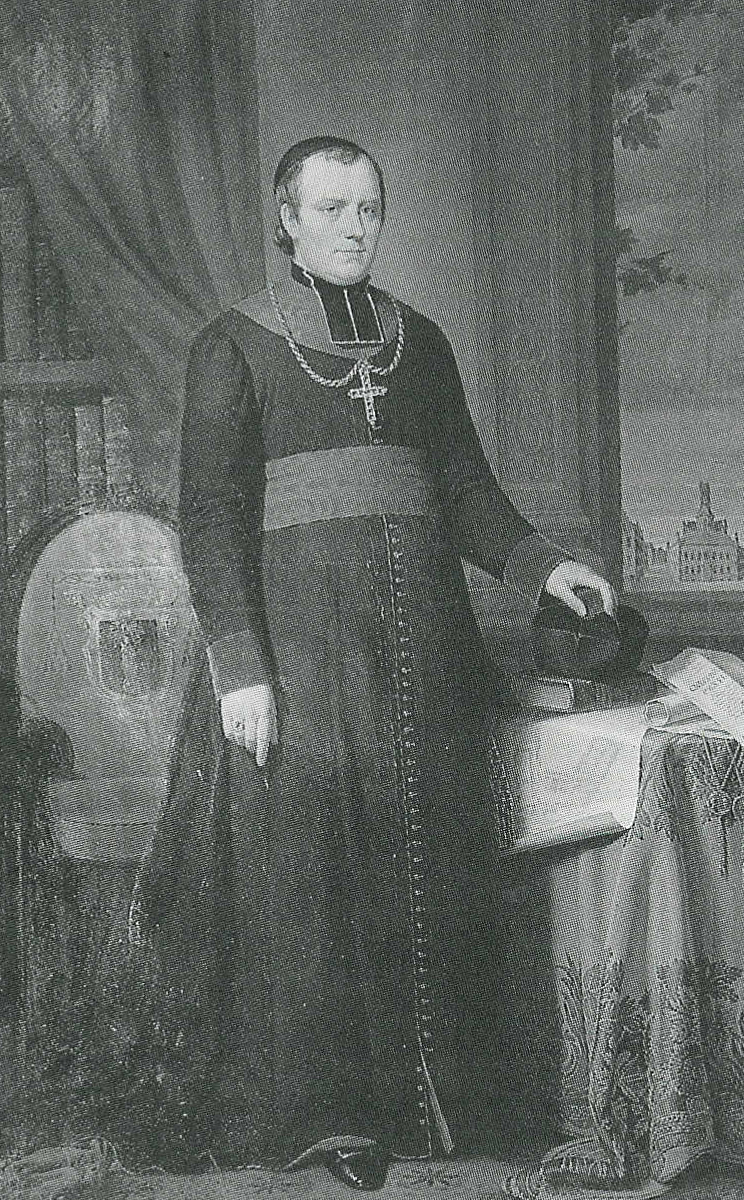
Bischof Lodewijk-Jozef Delebecque

## Leben
Er studierte am Priesterseminar in Gent und wurde 1822 in Mechelen zum Priester geweiht. 1825 wurde er zum Professor an die Hochschule in Iper berufen und übte auch dort das Amt des Studentenseelsorgers aus. Hiernach wurde er 1833 Regens des Priesterseminars in Brügge.
Er wurde nach dem Tod seines Vorgängers Bischof Jan-Frans van de Velde am 13. September 1838 zum 21. Bischof von Gent berufen. Die Bischofsweihe spendete ihm der Erzbischof von Mecheln, Kardinal Engelbert Sterckx, am 4. November desselben Jahres. Mitkonsekratoren waren der Bischof von Lüttich, Cornelis Richard Anton van Bommel, und der Bischof von Brügge, Franciscus-Renatus Boussen.
Er übte sein Bischofsamt bis zu seinem Tod im Jahr 1864 aus, während dieser Zeit genehmigte er 1839 die Gemeinschaft der Brüder vom hl. Hieronymus Ämiliani Kongregation bischöflichen Rechts.